# Frida Härner
Frida Matilda Härner, född 20 juni 1879 i Härnevi socken, död 7 mars 1956 i Stockholm, var en svensk pedagog.
Frida Härner, var dotter korpralen Per Härner, avlade folkskollärarexamen i Stockholm 1900 och blev 1905 ordinarie lärare vid Adolf Fredriks folkskola. 1928–1940 var hon överlärare vid samma skola som den första kvinnliga överläraren i Stockholm. Härner var ordförande i Sveriges folkskollärarinneförbundet 1932–1941, därefter hedersledamot samt medlem från 1929 och vice ordförande i centralstyrelsen för Sveriges allmänna folkskollärarförening 1935–1940. Från 1942 var hon hedersledamot i Sveriges folkskollärarinneförbund. Härner var medlem i Gustav Vasa församlings skolråd från 1931 och vice ordförande där från 1940, sekreterare och kassör i Gustav Vasa församlings skollovskoloniförening från 1932 och ledamot av Centralstyrelsen för Stockholms skollovskolonier.